# Serie C
Serie C (tidligere kendt som Lega Pro Prima Divisione) er den tredje bedste række i italiensk fodbold. Den er placeret under Serie A og Serie B, og efterfølges af Lega Pro Seconda Divisione. Indtil 2008-sæsonen var rækken kendt som Serie C1.
Der er i alt 59 hold i rækken, fordelt i gruppe A, B og C efter geografiske hensyn. Vinderen af hver række rykker direkte op i Serie B, mens rækkernes nummer to til fem, spiller play-off om de sidste to pladser. I alt rykker der fire hold op i Serie B.

## Historie
Før 1978-79 sæsonen var der kun tre rækker i det professionelle italienske ligasystem, hvor Serie C var den tredjehøjeste. I 1978 besluttede man at opdele rækken i Serie C1 og Serie C2, hvor C2 blev den fjerdehøjeste professionelle fodboldrække i landet.